# Ousmane Bah
Pour les articles homonymes, voir Bah.
Ousmane Bah, né en 1950 à Pita en république de Guinée, est un homme politique guinéen.

## Biographie
Né en 1950, Ousmane Bah est chimiste de formation, il est entré en politique en 1991 à la faveur de l'instauration du multipartisme. Il a succédé à Siradiou Diallo à la tête de Union pour le progrès et le renouveau (UPR),,.